# Mwene-Ditu
Mwene-Ditu este un oraș din Republica Democrată Congo.